# Люксембургское плато
Люксембургское плато (люкс. Lëtzebuerger Plateau) — большое плато в центре региона Гутланд на юге Люксембурга. Плато было образовано из песчаника в раннем юрском периоде. Плато является самым густонаселённым районом Люксембурга, здесь проживают более 170 000 человек.
По плато протекает река Альзет, а реки Белый Эрнц, Чёрный Эрнц, Мамер и Сюр берут своё начало. Средняя высота составляет 300—400 м.Здесь много лесов и сельскохозяйственных угодий. На этом плато находятся наиболее плодородные земли Люксембурга, но сельское хозяйство не является доминирующим в экономической деятельности региона.
В экономической и социальной жизни лидирующее положение занимает город Люксембург, в котором проживает половина населения региона. На плато также расположены города Башараж, Бертранж, Ховальд, Мамер и Штрассен, каждый с населением более 4 000 человек. Основу экономики составляют администрирование, финансовые услуги, телекоммуникации и лёгкая промышленность.